# Ivan Baran
Ivan Baran (ur. 16 listopada 1996 w Zagrzebiu) to chorwacki pisarz. Jest autorem tetralogii epic fantasy Cykl Czarnych Ksiąg oraz powieści filozoficznych Samuel Gide, Pan August i Wielki upadek. Mieszka i tworzy w Vukovarze w Chorwacji.

## Wczesne lata
Ivan Baran urodził się 16 listopada 1996 roku w Zagrzebiu. Jego ojciec był weteranem chorwackiej wojny o niepodległość, służącym w 204 Brygadzie Vukovar podczas bitwy o Vukovar, i był jeńcem wojennym przetrzymywanym w więzieniu w Sremskiej Mitrovicy w Serbii. Rodzice Ivana rozwiedli się w 1999 roku, po czym Baran oraz jego dwaj bracia spędził cztery i pół roku w dwóch domach dziecka, które opuścił w wieku 7 lat. Od 2005 roku mieszkał w Vukovarze razem z ojcem, aż do jego śmierci.

## Kariera
Baran zaczął pisać swoją debiutancką powieść, zatytułowaną Enzolart, latem 2009 roku, mając dwanaście lat. Ukończył ją w 2012 roku, w tym samym roku, w którym zmarł jego ojciec.
W wieku piętnastu lat, w 2012 roku, Baran zredagował książkę Enzolart i przygotował ją do publikacji. Wiosną 2014 roku Enzolart został wydany jako pierwsza część epickiej serii fantasy zatytułowanej Cykl Czarnych Ksiąg (Ciklus Crnih Knjiga).
Druga część Cyklu Czarnych Ksiąg, zatytułowana Mord Dur’agemski, została wydana jako e-book w dwóch częściach: Mord Dur’agemski, Część Pierwsza w 2015 roku i Mord Dur’agemski, Część Druga w 2016 roku.
W 2018 roku Baran opublikował swoją pierwszą powieść filozoficzną, zatytułowaną Samuel Gide. Samuel Gide znalazł się w półfinale konkursu VBZ na najlepszą nieopublikowaną powieść roku 2017.
Dzieła Mord Dur’agemski, Część Pierwsza i Mord Dur’agemski, Część Druga zostały wydane w formie drukowanej w 2019 roku. W tym samym roku Baran pełnił funkcję redaktora książki Druga pochodna (Druga derivacija) chorwackiego autora Kristijana Mirića.
W 2021 roku Baran opublikował Mrok Hil’guma (Tame Hil’guma), trzecią część Cyklu Czarnych Ksiąg, oraz swoją drugą powieść filozoficzną Pan August (Gospodin August). W tym samym roku był bohaterem filmu dokumentalnego Dobre duchy Vukovaru (Dobri duhovi Vukovara, 2021).
Jego siódma książka, powieść filozoficzna Wielki upadek (Veliki pad), została opublikowana w 2024 roku.

## Wpływy literackie
Wśród autorów fantasy Baran wymienił Tolkiena, Pullmana, Abercrombiego, Pratchetta, Kaya, Williamsa, Pyle’a i Paoliniego jako jedne ze swoich inspiracji. Zaznaczył jednak, że przestał czytać fantasy po publikacji Enzolartu, a od tego czasu głównie czyta klasykę i książki filozoficzne.
Wśród autorów klasyki wymienił Dostojewskiego, Tołstoja, Prousta i Krležę jako swoje inspiracje, a także Gide’a, Becketta i Hessego. Wśród filozofów, którzy wpłynęli na jego twórczość, wymienił Camusa, Nietzschego i Schopenhauera.
Krytyczny odbiór
W krótkiej recenzji książki Samuel Gide dla magazynu literackiego Časopis Kvaka, krytyczka literacka Klara Capan napisała: „Miałam wrażenie, że czytam klasykę, a atmosferę zdefiniowałam jako najbliższą czytaniu książki Oscara Wilde’a lub Pachnidła Süskinda”. Pisząc recenzję Samuela Gide’a dla Centar Kulture, autor i krytyk literacki Ivan Žganec stwierdził:
„Fabuła Samuela Gide’a jest stosunkowo prosta, ale jej złożoność widoczna jest w próbie autora, by szczegółowo oddać postępujący upadek mentalny. (...) Wszystko to dzieje się w niezwykłym stopniu: z każdą kolejną stroną bohaterowie zdają się istnieć coraz mniej, co sprawia, że czytelnik nie tylko czuje się od nich coraz bardziej oddalony, ale w pewnym momencie uświadamia sobie, że bohaterowie nie istnieją, że jest tu naprawdę sam i nie ma nikogo do obserwowania poza sobą.”
W recenzji Cyklu Czarnych Ksiąg dla portalu informacyjnego Press032, krytyczka literacka i profesor Marija Lozančić-Keser przedstawiła zniuansowaną ocenę serii. Odnośnie Enzolartu napisała:
„Enzolart ma wiele klisz fantasy i, moim zdaniem, zbyt wielu bohaterów. Niektóre dialogi są zbyt proste. Z drugiej strony, właśnie gdy myślisz, że czytasz proste fantasy, natrafiasz na refleksje i głębie, których nie spodziewasz się po dziecku, a może nawet cię przerażają. Enzolart jest szybki, lekki, relaksujący jak fantasy, z niezbyt wieloma błędami.”
Recenzując Mord Dur’agemski, stwierdziła:
„Zaskoczył mnie swoim stylem, strukturą i oryginalnością. Styl pisania przypomina mi momentami Tołstoja (...). Książka mogłaby skorzystać na dodatkowej redakcji, ale to nie umniejsza całego dzieła. Historia jest złożona, opisy są szczegółowe, ale nieprzesadzone, a psychologia, wraz z epicką strukturą, jest być może fundamentem całej pracy.”
Cały Cykl Czarnych Ksiąg Lozančić-Keser opisała jako „intensywny”, dodając:
„Każdy bohater jest czymś dręczony, zawsze zamyślony, jest w nim dużo filozofowania (a nawet poważnej filozofii). Łatwo zapomnieć, że czyta się fantasy, a nie jakąś mroczną książkę realizmu z XIX wieku.”
W 2019 roku fragment Samuela Gide’a został opublikowany w antologii 14. vukovarski zbornik Matice Hrvatske, wydanej przez Maticę Hrvatską.

## Multimedia
W 2025 roku, po publikacji drugiego wydania swojej książki Enzolart, Baran wydał film krótkometrażowy o tym samym tytule. Enzolart to 37-minutowy film animowany z narracją zaczerpniętą z książki Enzolart. Jego pierwsze dwa pokazy odbyły się w Vukovarze i Velikej Mlace.
W tym samym roku, we współpracy z chorwackim producentem gier wideo Digital Gods, Baran ogłosił rozpoczęcie prac nad grą wideo ARPG Enzolart. Wczesne fragmenty rozgrywki z gry wideo zostały wyświetlone wraz z filmem Enzolart.

## Życie prywatne
Baran mieszka samotnie w Vukovarze. Stwierdził, że pisze około 6 godzin dziennie.
Jest kosmopolitą i humanistą. W niektórych wywiadach mówił, że nigdy nie próbował papierosów ani alkoholu, ale pije kawę. Jest autodydaktą.

### Cykl Czarnych Ksiąg (Ciklus Crnih Knjiga;ISBN 9789534869307)
- Enzolart (2014, ISBN 9789539911759; 2. wydanie: 2025, ISBN 9789534638309)
- Mord Dur’agemski, Część Pierwsza (jako e-book: 2015; druk 2019, ISBN 9789539911797)
- Mord Dur’agemski, Część Druga (jako e-book: 2016; druk 2019, ISBN 9789534869314)
- Mrok Hil’guma (Tame Hil’guma 2021, ISBN 9789534869338)
- Zenit (Vrhunac) (w przygotowaniu)

### Samodzielne książki
- Samuel Gide (2018, ISBN 9789539911773; 2. wydanie: 2022, ISBN 9789534869369)
- Pan August (Gospodin August, 2021, ISBN 9789534869345)
- Wielki upadek (Veliki pad, 2024, ISBN 9789534869383)

### Jako redaktor
- Mirić, Kristijan – Druga pochodna (Druga derivacija, 2019, ISBN 9789539911780)

### Cytowany w antologiach
- 14. Vukovarski zbornik Matice Hrvatske (Vukovar: Ogranak Matice Hrvatske, 2019)

## Film
| Rok   | Tytuł                                        | Rola   | Type                           | Notatka   |
| ----- | -------------------------------------------- | ------ | ------------------------------ | --------- |
| 2021. | Dobre duchy Vukovaru (Dobri duhovi Vukovara) | On sam | Film dokumentalny              |           |
| 2025. | Enzolart                                     | Głos   | Krótkometrażowy film animowany | Producent |